# Josef Němeček (lední hokejista)
Josef Němeček (* 7. ledna 2002 Praha) je český lední hokejista hrající na postu brankáře.

## Život
S hokejem začínal ve svém rodném městě, v tamním klubu Slavia. Za její mládežnické výběry postupně nastupoval až do sezóny 2018/2019. Poté odešel do zahraničí, a sice do švédského týmu Lidingö Vikings, kde hrál jak za výběr do osmnácti let, tak k jednomu utkání nastoupil i za zdejší mužský výběr. Po jednom roce stráveném na severu Evropy se vrátil zpět do své vlasti, do týmu juniorů Chomutova. Na sezónu 2021/2022 se opět stěhoval a hrál v ní za juniory plzeňské Škodovky, přičemž k jednomu utkání nastoupil v rámci střídavých startů rovněž za jihlavskou Duklu. Ročník 2022/2023 strávil na hostování mezi muži Prostějova. Poté se na ročník 2022/2023 přesunul do týmu Letci Letňany, odkud na jedno utkání hostoval v Přerově. Na sezónu 2024/2025 do přerovského celku přestoupil.